# Cryptops cubanus
Cryptops cubanus är en mångfotingart som beskrevs av Matic, Negrea och Fundora Martinez 1977. Cryptops cubanus ingår i släktet Cryptops och familjen Cryptopidae.
Artens utbredningsområde är Kuba. Inga underarter finns listade i Catalogue of Life.